# Trans-Mongoolse spoorlijn
De Trans-Mongoolse spoorlijn (Russisch: Монгольская железная дорога) is een spoorlijn van 1810 km, die Oelan-Oede in Rusland via Ulaanbaatar verbindt met Jining in China. De Trans-Mongolische spoorlijn is de belangrijkste spoorlijn van Mongolië en een aftakking van de Trans-Siberische spoorlijn, het is de kortste weg om van Moskou naar Peking te reizen.
Andere belangrijke stations langs de route zijn Naoesjki op de grens tussen Rusland en Mongolië, Sühbaatar, Darhan, Choyr, Sajnsjand, Zamyn-Üüd op grens met Mongolië en China en Erenhot (Erlian) aan de Chinese kant. In Mongolië zijn er naast de hoofdlijn ook nog twee aftakkingen naar Erdenet en Baganuur. In totaal ligt 1113 km van de spoorlijn in Mongolië, 250 km in Rusland en bijna 450 km in China.

## Geschiedenis
De Trans-Mongolische spoorlijn is gebouwd langs een oude handelsroute voor theehandelaren van Peking naar Oelan-Oede. Gedurende de Qing-dynastie in de 19e eeuw was Mongolië onderdeel van het Chinese Rijk en bestonden er plannen om een spoorlijn aan te leggen naar Ulaanbaatar. Door de val van het rijk werd dit nooit uitgevoerd. Mongolië kwam vervolgens in de Russische invloedssfeer en in de jaren 40 werd besloten om een spoorverbinding aan te leggen tussen Boerjatië en Mongolië, vanwege de nauwe verwantschap van de twee volkeren. In 1940 werd de spoorlijn van Oelan-Oede naar Naoesjki opgeleverd en in 1950 werd het spoor vanaf de grens naar Ulaanbaatar in gebruik genomen en in 1955 volgde het deel naar de Chinese grens. In het noordelijk deel van het land worden het meest passagiers vervoerd. De gehele lijn is enkelsporig en niet geëlektrificeerd, er wordt met dieseltreinen gereden.
De eerste spoorlijn van Mongolië werd al in 1938 geopend en was een stuk van 43 kilometer lang tussen Ulaanbaatar en Nalaykh. Eveneens in 1938 werd in het oosten van het land een spoorlijn van Choybalsan naar Solovjovsk (238 km) in Rusland op de grens met Mongolië geopend. Deze lijn sluit in Borzja aan op de Trans-Mantsjoerische spoorlijn, maar er is geen verbinding met de rest van het Mongoolse spoorwegennet. Deze lijn wordt alleen gebruikt voor het vervoer van goederen.

## Landschap
13 kilometer na Oelan-Oede begint de Trans-Mongolische spoorlijn en tot de grens loopt deze door het dal van de Selenga. Over de grens in Mongolië verdwijnen de bossen en voert het traject over heuvels en grasvlakten. Na Ulaanbaatar gaan de heuvels over de vlakkere steppe en deze verandert daarna langzaam in de vrijwel onbewoonde Gobiwoestijn, met slechts enkele oasen. In Binnen-Mongolië gaan de woestijn en steppen door en wordt de Chinese Muur gevolgd en meermalen gepasseerd.

## Dienstuitvoering
De Mongoolse Staatsspoorwegen, MTZ, Mongolin Tömör Zam, rijden op binnenlandse trajecten met eigen treinen, die gebaseerd zijn op de treinen in Rusland. Met de internationale treinen naar Moskou en Peking kan niet binnen Mongolië van bestemming tot bestemming worden gereisd. Vanwege de grote afstanden tussen de plaatsen en de verlatenheid van het landschap rijden de treinen altijd met twee locomotieven. In het geval er één stuk gaat hoeft er dan geen andere locomotief van grote afstand te komen en is het spoor niet voor lange tijd geblokkeerd. 
Er wordt gereden met de volgende locomotieven, gebouwd in Loehansk:
- 2M62M (1980-1987), twee locomotieven met één bestuurderscabine.
- M62UM (1989-1990), de verbeterde variant van de 2M62M.

### Spoorbreedte
Mongolië heeft met 1520 mm hetzelfde breedspoor als Rusland. Dit levert een conflict op met het normaalspoor (1435 mm) in China. Bij de grensovergang moeten daarom de rijtuigen worden opgetild en alle draaistellen vervangen om door te kunnen rijden. Dit gebeurt in de Chinese grensplaats Erenhot.

## Galerij

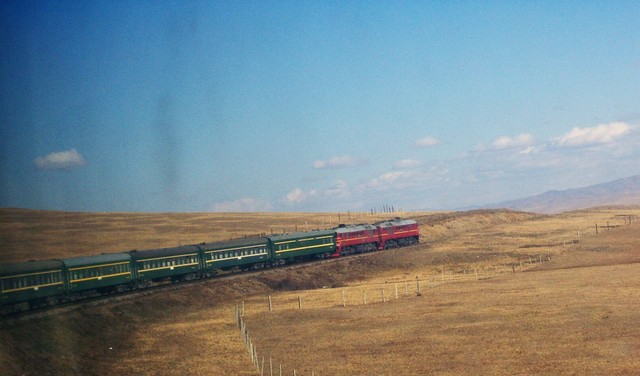
De Trans-Mongolische spoorlijn door de Gobi
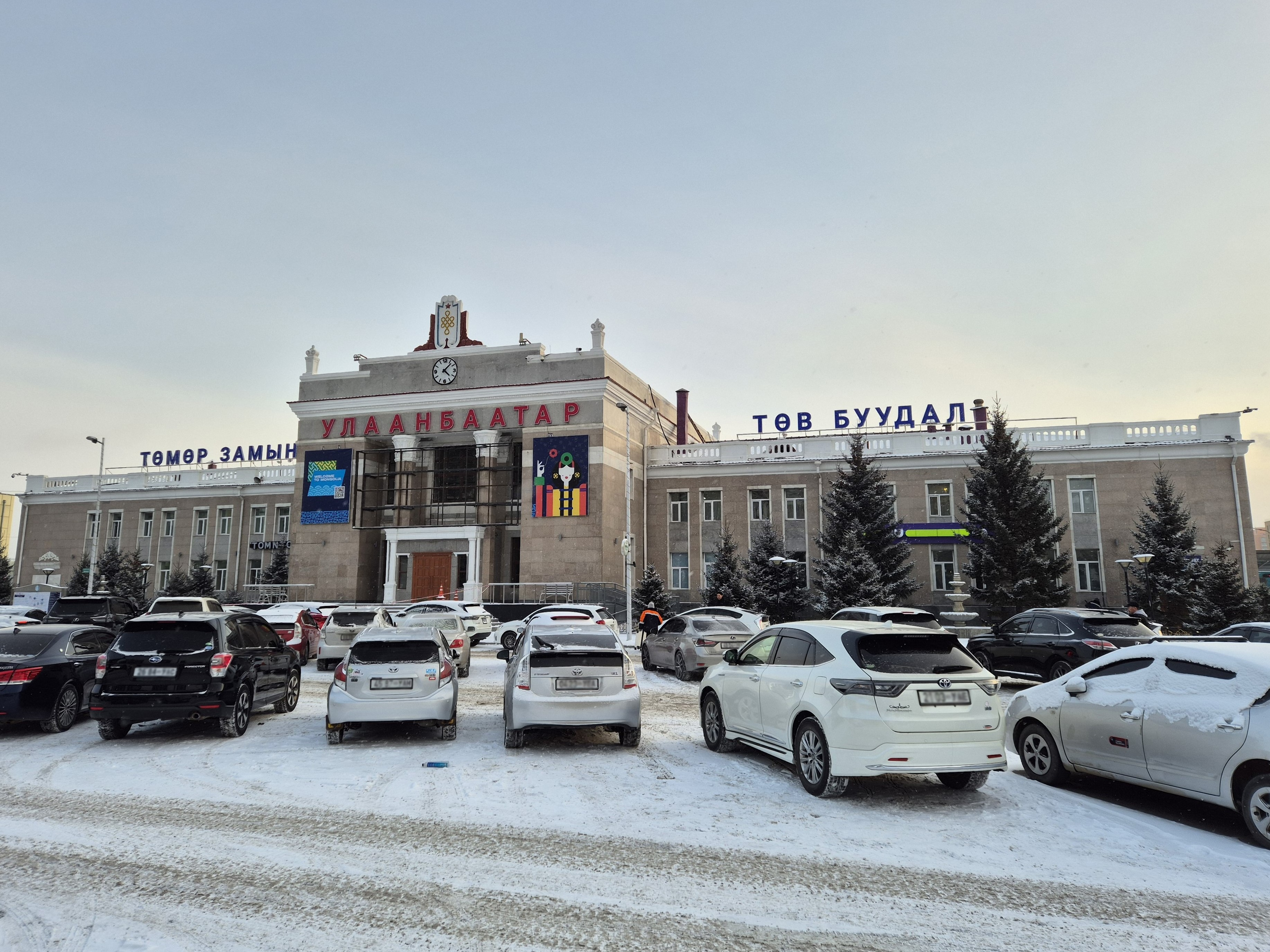
Het station van Ulaanbaatar
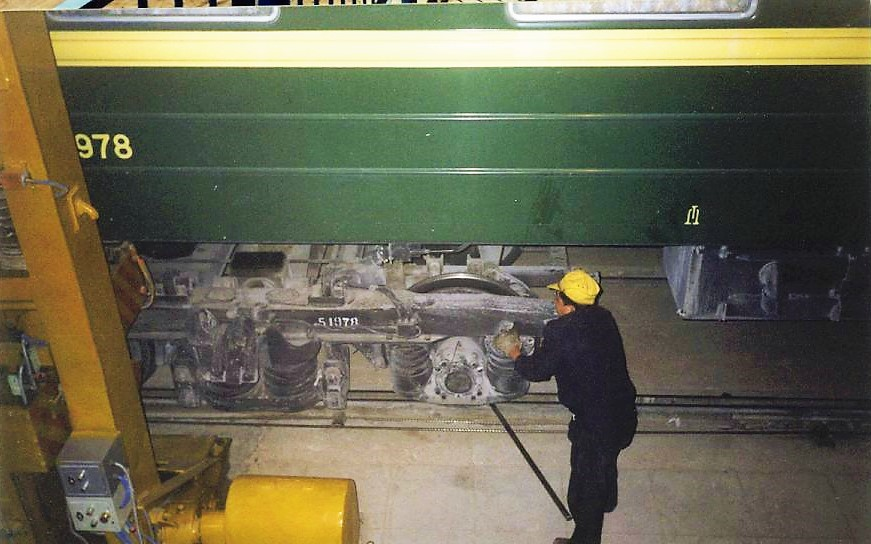
Het wisselen van de draaistellen in Erenhot
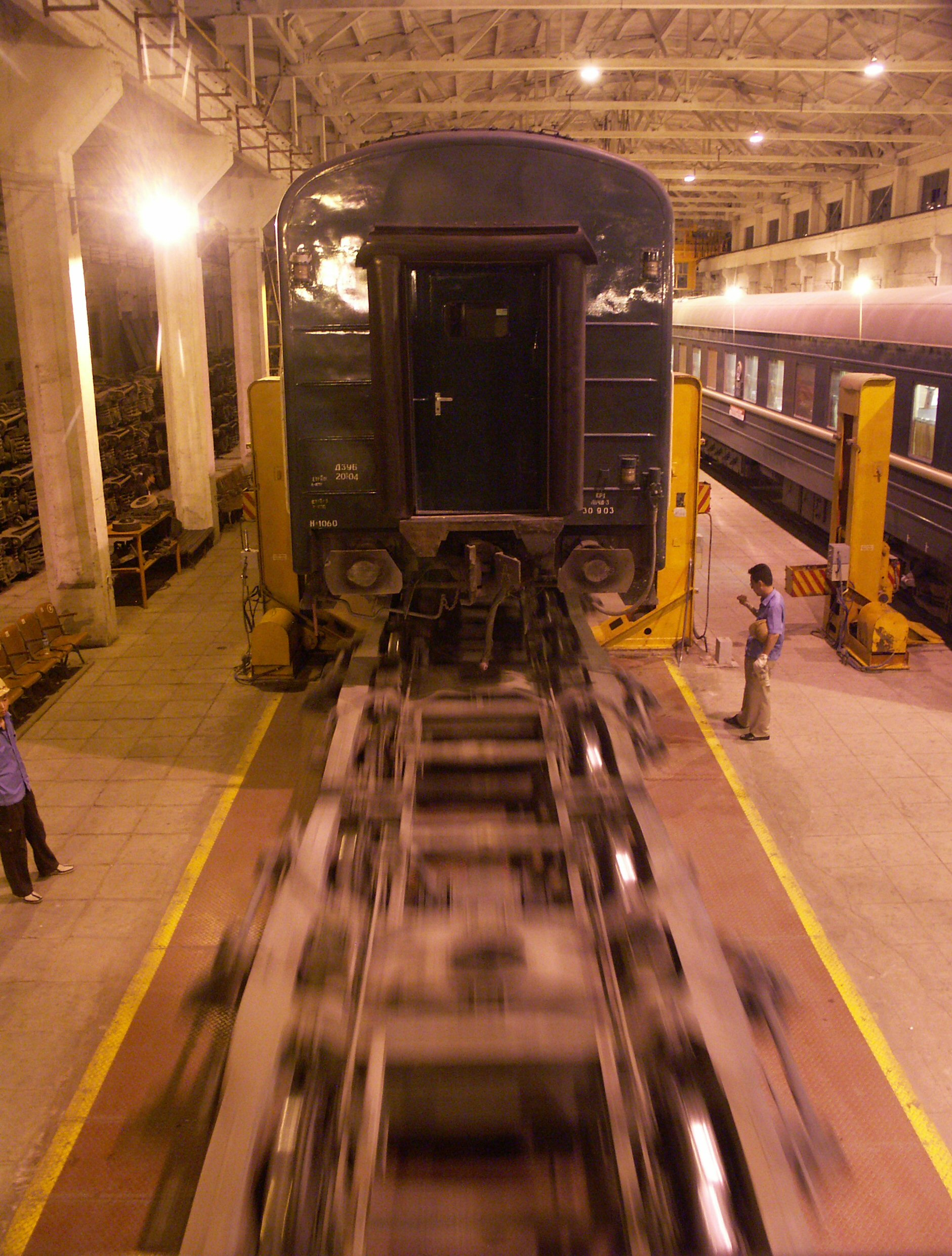
Het wisselen van de draaistellen
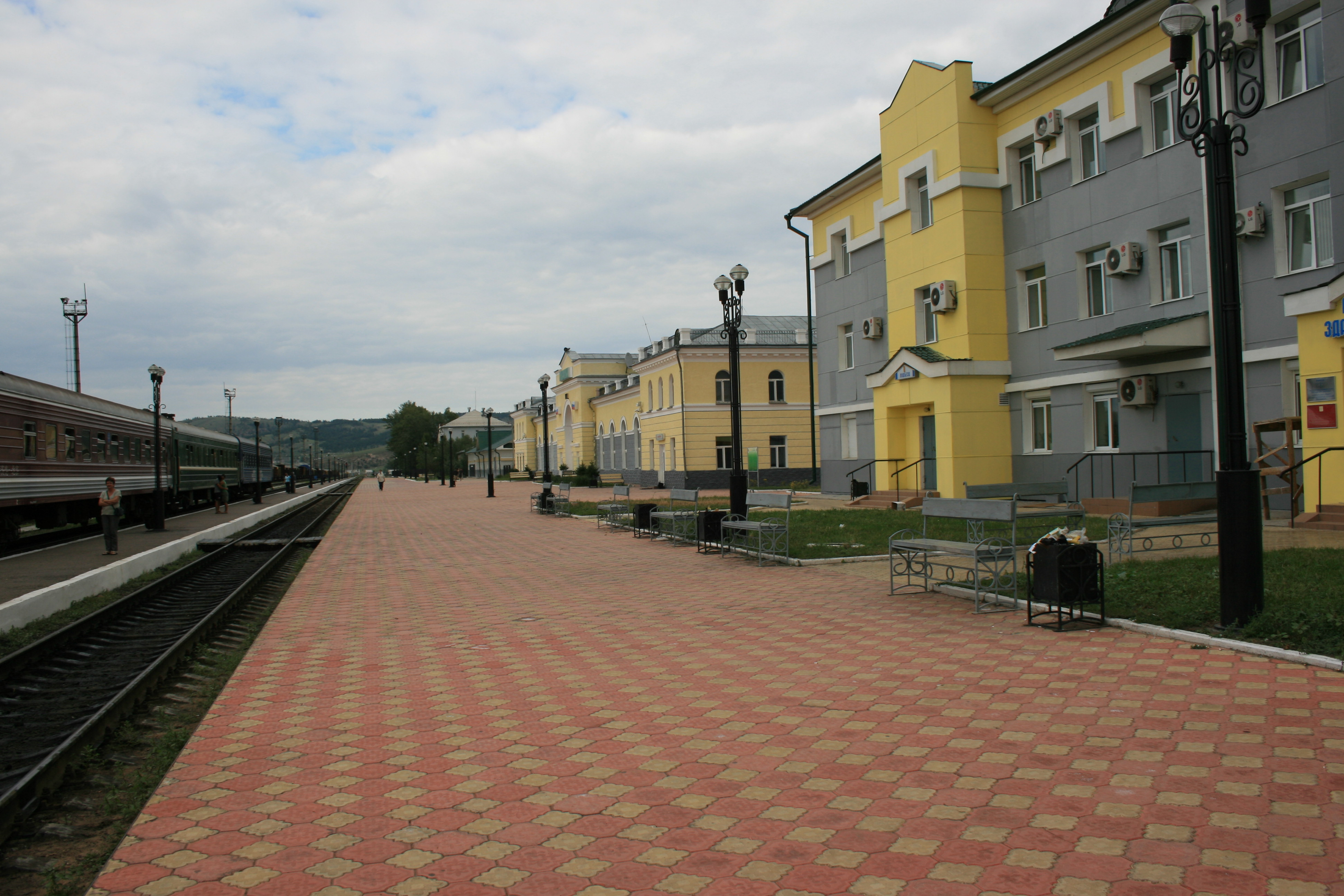
Naoesjki, het Russische grensstation
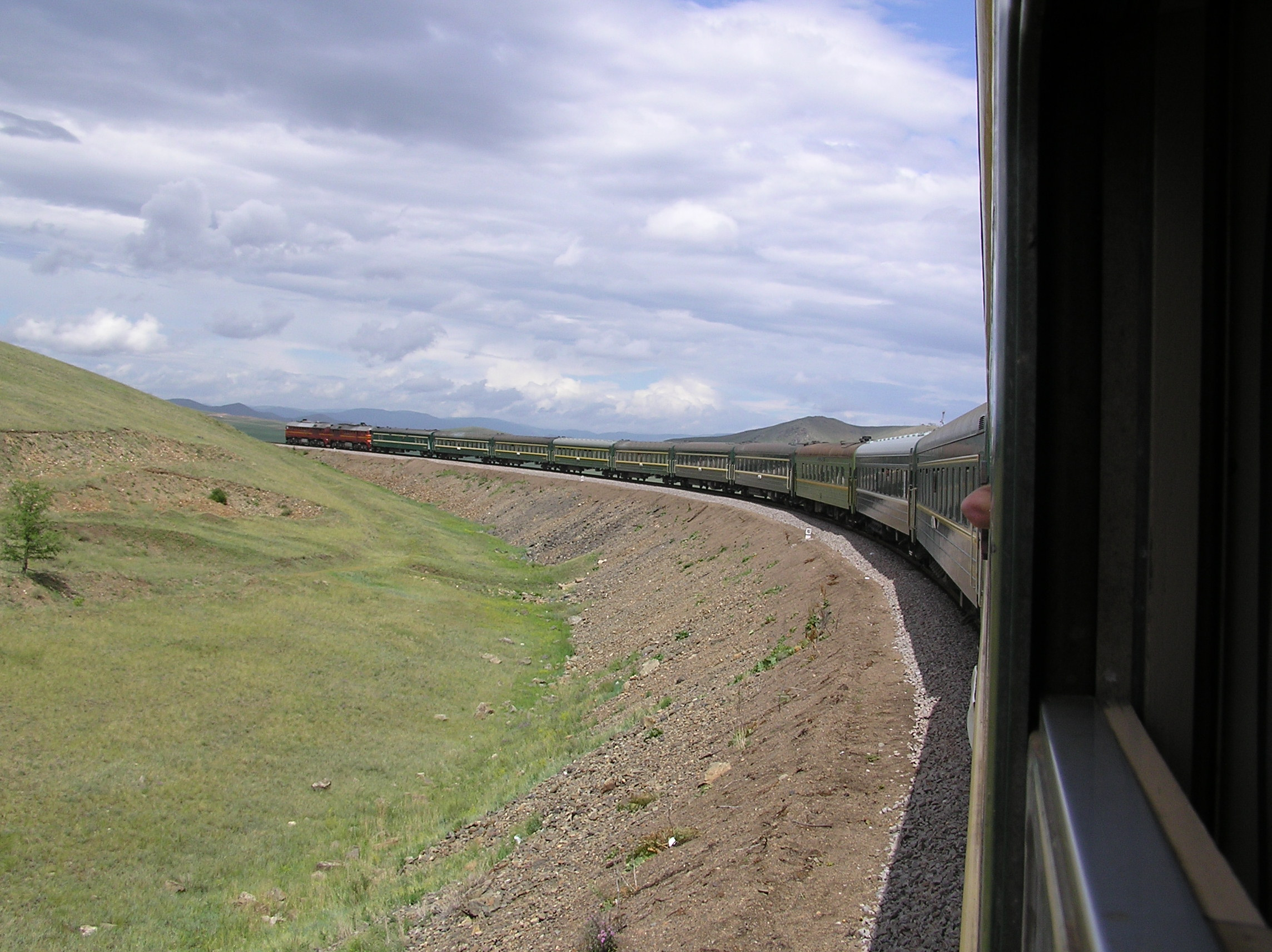
Gobi